# Sinjawino (Kaliningrad, Jantarny)
Sinjawino (russisch Синявино, deutsch Groß Hubnicken) ist ein Ort in der russischen Oblast Kaliningrad und gehört zum Stadtkreis Jantarny.

## Geographische Lage
Sinjawino liegt am Nordwestufer eines Sees (osero Sinjawenskoje), der durch einen Wassereinbruch in einen Bernstein-Tagebau entstand, 41 Kilometer nordwestlich der Stadt Kaliningrad (Königsberg) und drei Kilometer nördlich von Jantarny (Palmnicken). Nur wenige Kilometer südöstlich entfernt ist das frühere Klein Hubnicken (heute russisch: Klenowoje), das bereits jenseits der Grenze zum Rajon Selenogradsk liegt. Durch Sinjawino verläuft die Kommunalstraße 27K-063 von Jantarny nach Donskoje (Groß Dirschkeim). Die nächsten Bahnstationen befinden sich in Primorsk (Fischhausen) und in Swetlogorsk (Rauschen).

## Geschichte
Das bis 1946 Groß Hubnicken genannte Dorf mit Domäne entstand bereits im Jahre 1394.
1874 kam die Landgemeinde Groß Hubnicken zum neu errichteten Amtsbezirk Heiligenkreutz (heute russisch: Krasnotorowka) im Landkreis Fischhausen im Regierungsbezirk Königsberg der preußischen Provinz Ostpreußen. Am 25. Mai 1910 wurde der Ort in den Amtsbezirk Palmnicken (Jantarny) umgegliedert, der 1939 dem Landkreis Samland beitrat.
Im Jahr 1945 wurde Groß Hubnicken in Folge des Zweiten Weltkrieges zusammen mit dem nördlichen Ostpreußen der Sowjetunion zugeeignet. Im Jahr 1947 erhielt der Ort die russische Bezeichnung Sinjawino und wurde gleichzeitig dem Dorfsowjet Jantarski selski Sowet im Rajon Primorsk zugeordnet. Später wurde der Ort vom Siedlungssowjet von Jantarny verwaltet. Seit 2004 gehört Sinjawino zum Stadtkreis Jantarny.

### Einwohnerentwicklung
| Jahr | Einwohner |
| ---- | --------- |
| 1910 | 539       |
| 1933 | 482       |
| 1939 | 469       |
| 2002 | 275       |
| 2010 | 307       |

## Kirche
Die mehrheitlich evangelische Bevölkerung Groß Hubnickens war von 1906 bis 1945 in das Kirchspiel der Pfarrkirche in Palmnicken (heute russisch: Jantarny) eingegliedert und gehörte davor zur Kirche Germau (russisch: Russkoje). Damit lag der Ort im Kirchenkreis Fischhausen (Primorsk) in der Kirchenprovinz Ostpreußen der Kirche der Altpreußischen Union. Heute liegt Sinjawino im Einzugsbereich der evangelisch-lutherischen Auferstehungskirche in Kaliningrad (Königsberg) in der Propstei Kaliningrad der Evangelisch-lutherischen Kirche Europäisches Russland.

## Bernsteingewinnung
Im Jahre 1781 wurde hier ein Bernstein-Bergwerk angelegt, das aber 1806 schon wieder einging. In den 1960er Jahren wurde erwogen, den nahe der Ortschaft nicht mehr rentablen zu betreibenden Bernsteintagebau auf das Areal der Ortschaft auszuweiten und die damals 340 Bewohner umzusiedeln. Obwohl der erwartete Ertrag aus der Bernsteinförderung die kalkulierten Kosten der Umsiedlung deutlich überstieg hat man den Plan aus gesellschaftspolitischen Überlegungen fallen lassen.
Anfang 2014 wurde damit begonnen, die Lagerstätte Sinjawino unweit des Sees, direkt am Strand, für einen Abbau zu erschließen, der nur ein Jahr dauern und eine Fördermenge von knapp 100 Tonnen erbringen soll.

### Sinjawinskojer See
Südöstlich von Sinjawino erstreckt sich heute der Sinjawinskojer See (ru. osero Sinjawenskoje), der besonders bei Tauchsportlern beliebt ist. Es handelt sich um das Restloch des ehemaligen Tagebaus Walter, in dem von 1913 bis 1970 Bernstein gefördert wurde.

## Persönlichkeiten

### Söhne und Töchter des Ortes
- Reinhold von Fischer-Loßainen (1870–1940), deutscher Marineoffizier und Marineattache.